# Sicyocarya macrophylla
Sicyocarya macrophylla là một loài thực vật có hoa trong họ Cucurbitaceae. Loài này được (A. Gray) H. St. John miêu tả khoa học đầu tiên năm 1978.